# Apium nodiflorum

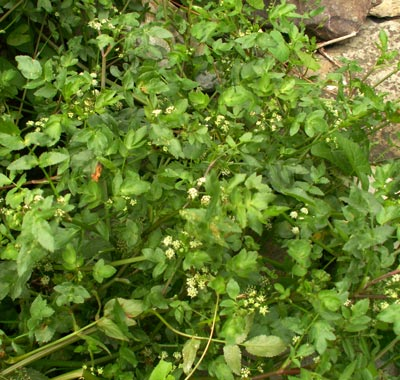
Ache nodiflore.

Pour les articles homonymes, voir Ache faux-cresson.
Espèce
Classification APG III (2009)
Statut de conservation UICN

 LC  : Préoccupation mineure
Apium nodiflorum, l'Ache noueuse, Faux cresson de fontaine, Ache faux-cresson ou Ache nodiflore (autrefois aussi dénommée Berle nodifolore), est une espèce de plantes à fleurs de la famille des Apiaceae. C'est une plante vivace hémicryptophytique, pluri-annuelle, originaire d'Eurasie.

## Nomenclature et étymologie
L’espèce a d’abord été décrite en 1753, sous le nom de Sium nodiflorum L., par Carl Linné dans Species Plantarum 1: 251. 1753.
En 1821, le botaniste espagnol Mariano Lagasca y Segura transfère l’espèce dans le genre Apium (créé par Linné en 1753) donnant ainsi Apium nodiflorum (L.) Lag.
Le nom de genre Apium dérive du latin apis, « abeille », au plur. apes, apium, (dictionnaire gafffiot.fr), « herbe aux abeilles », la plante est mellifère.
L’épithète spécifique nodiflorus vient du latin nodus, « nœud, articulation » et flos, « fleur » ; les ombelles sont presque sessiles à l’aisselle des feuilles.

## Synonymes
Selon Tropicos, cette espèce a pour synonymes:
- Apium nodiflorum var. vulgare H. Wolff
- Helosciadium nodiflorum (L.) W.D.J.Koch
- Sium nodiflorum L.

## Description

### Appareil végétatif
L'ache faux cresson est une plante vivace, glabre, à tiges ascendantes ou couchées, radicantes aux nœuds inférieur, creuses, striées, rameuses. Elle fait de 30 centimètres à 1 mètre de haut.
Les feuilles sont pennatiséquées, à segments ovales-lancéolés, inégalement dentés, dépassant les ombelles.

### Appareil reproducteur
La période de floraison va de juillet-octobre. Les fleurs hermaphrodites d'un blanc un peu verdâtre sont groupées en ombelles d'ombellules. Les ombelles sessiles ou à pédoncules plus courts que les rayons, ont 4 à 12 rayons et sont opposées aux feuilles. L'involucre est en général nul et rarement à 1-2 folioles caduques. L'involucelle est à folioles scarieuses.
La pollinisation entomogame donne des fruits ovoïdes de type akène qui assurent une dissémination hydrochore des graines.

## Habitat et répartition
C'est une espèce des zones eutrophisées, des zones de suintement de ruisseaux, ou dans les eaux stagnantes de faible épaisseur. Hélophyte, elle a comme habitat type les cressonnières flottantes européennes.
Son aire de répartition est eurasiatique méridionale.

## Confusions possibles
La berle dressée (Berula erecta) pousse dans les mêmes milieux et les feuilles sont quasi identiques. Il est rapporté qu’en général les feuilles de berula erecta possède plus de paires de pennes (folioles) qu’apium nodiflorum. Cependant les phénotypes étant nombreux, l’observation des ombelles permet une identification plus fiable que celle des feuilles. Les caractéristiques les plus distinctives de l’ombelle de la berle dressée sont son pédoncule plus long et la présence d’un involucre. Tandis que l’ombelle de l’ache noueuse est brièvement pédonculé, parfois même sessile. Enfin il ne possède généralement pas d’involucre.
Apium nodiflorum, quand elle est tondue (ou variété prostrée) peut très facilement être confondue avec sa proche et rare parente Apium repens.
Apium repens se distingue de A. nodiflorum par les caractères suivants :
- les nœuds sont tous radicants (vs. tige rampante seulement à la base),
- pédoncule de l’ombelle long comparé aux pédicelles (vs. court à inexistant),
- les bractées de l’involucre plus nombreuses (3 à 6 voir 7 contre 0 à 2 chez sa cousine,
- la forme des folioles diffère (asymétriques chez A. repens, et symétriques chez A. nodiflorum,
- les bractéoles de l’involucelle ne sont pas de blancs.

Causes anciennes de confusion dans la détermination : A. nodiflorum ssp. repens (Jacq.) Bonnier a été synonyme de A. repens , mais certaines flores ont aussi autrefois désigné par ce trinôme des formes exondées partiellement rampantes d’A. nodiflorum.

 On a d'abord cru qu'il existait des hybrides ou formes intermédiaires, mais les marqueurs génétiques ont récemment confirmé sa valeur d'espèce et que la différenciation génétique persiste même quand les espèces coexistent.

## Utilisations

### Alimentaire
Les feuilles et les tiges sont comestibles. Les meilleurs parties sont les jeunes feuilles et les jeunes pousses. Elles sont utilisées comme légume et principalement crues dans les salades, ou plus rarement comme condiment cuit pour aromatiser les soupes et les ragoûts .
Ce végétal est traditionnellement consommé à travers plusieurs pays méditerranéens tels que l'Espagne, le Portugal, l'Italie, ainsi qu'en Corse où elle est surnommée "lavone". Sa consommation est également attestée en Turquie, en Jordanie, au Liban et à Chypre.
Au Maroc il rentre parfois dans la composition du beqoula, un plat printanier sans viande, plutôt rural et particulièrement apprécié dans les zones montagneuses.

### Médicinale
La plante est une bonne source de vitamine E et B9. Elle possède une bonne activité antioxydante de par sa teneur en quercétine. Comme de nombreuses autres apiacées, elle possède des vertus digestives et anti-inflammatoires pour l'estomac.
Une décoction de la plante entière était appliquée localement pour traiter l'eczéma dans le Sud de l'Espagne.
L'huile essentielle d'Apium nodiflorum, riche en limonène (27.72 %), p-cymène (23.06%), myristicine (18.51%), et β-pinène (6.62%), a montré une activité notable contre Helicobacter pylori.

### Toxicité
Bien que répertoriée comme une plante comestible dans plusieurs études ethnobotaniques, des personnes signalent une certaine toxicité.
En raison de sa teneur en acide oxalique, sa consommation doit être modérée pour les personnes sujettes aux calculs rénaux.
Selon Rodet et Baillet (1872), elle n'est pas particulièrement appétence pour le bétail.

## Écologie
Les herbiers de cette espèce, alors souvent associée au rubanier et/ou à des renoncules sont utilisés comme abris et supports par diverses espèces notamment d'amphibiens et de libellules jusque dans les ruisseaux et c'est par exemple l'une des 3 plantes (avec le rubanier et Ranunculus flammula) qui a été identifiée en 1990 par J. Haury et JL Baglinière de l'INRA comme statistiquement reliée à une présence accrue des alevins de truites entre 0 et un an (quand le substrat n'est pas trop fin), de même pour les truitelles de 1 an (mais alors associées à un plus grand nombre d'autres plantes).